# 31 Leonis
31 Leonis es una estrella que, realmente, es sistema estelar binario  en la constelación ecuatorial de Leo. El sistema es visible a simple vista cerca de la estrella Regulus en forma no resuelta y tiene una magnitud visual aparente combinada de 4,39.  Posee una distancia estimada de alrededor de 160 años luz y se obtiene del cambio de paralaje anual de 20,44 minutos y segundos de arco, visto desde la órbita de la Tierra.
31 Leonis Se aleja del Sol con una velocidad radial de +39,8 km/s.
El componente principal de 31 Leonis, conocido como 31 Leonis A, es una gigante roja evolucionada de tipo K con una clasificación estelar de K3.5 IIIb Fe-1, lo que indica una falta de abundancia de hierro en su espectro. Ha expandido su radio a aproximadamente 30 veces el del Sol y emite alrededor de 227 veces la luminosidad solar desde su fotosfera, a una temperatura efectiva de 4.074 K. Por otro lado, el componente B, también llamado 31 Leonis B, es una estrella de magnitud 13,6 que se encuentra a una separación angular de 7,9 segundos de arco de 31 Leonis A, según datos de 2008.